# Hans Bethe
Hans Albrecht Bethe, född 2 juli 1906 i Strasbourg som då tillhörde Tyskland, död 6 mars 2005 i Ithaca, New York, USA, var en tysk-amerikansk fysiker som mottog 1967 års Nobelpris i fysik för sin teori om energiproduktionen i stjärnor.
Bethe studerade fysik i Frankfurt och doktorerade sedan i München under Arnold Sommerfeld, varefter han var postdoktoral forskare i Cambridge och hos Enrico Fermi i Rom. Vid nazisternas makttillträde förlorade Bethe, som hade en judisk mor och en kristen far och själv var uppfostrad som kristen, sitt arbete vid Tübingens universitet. Han lämnade därför Tyskland 1933 och flyttade till England, för att 1935 flytta vidare till USA, där han fick en position vid Cornell University som han stannade vid resten av sin karriär.
Under andra världskriget var han ansvarig för den teoretiska avdelningen, vid det hemliga laboratoriet i Los Alamos, som utvecklade atombomben.

## Kulturella referenser
I filmen Oppenheimer gestaltas Bethe av Gustaf Skarsgård.

## Utmärkelser
- 1961 Eddington-medaljen
- 1963 Rumfordpriset